# Pygeum lucidum
Pygeum lucidum är en rosväxtart som beskrevs av T. Anders. och David Prain. Pygeum lucidum ingår i släktet Pygeum och familjen rosväxter. Inga underarter finns listade i Catalogue of Life.